# Hans Jacob Theodor Wilhelm Ræder
Hans Jacob Theodor Wilhelm Ræder,  född den 19 september 1831 i Trondhjem, död den 3 juni 1920 i Kristiania, var en norsk militär, bror till Johan Georg, Ole Munch och Nicolai Ditlev Ammon Ræder.
Ræder blev officer 1852, överstelöjtnant 1875 och var som sådan till 1882 "kommandoreferent" hos kungen i Stockholm. Han blev generalmajor och chef för l:a infanteribrigaden 1890 och tog avsked 1899. Ræder hade många militära och andra offentliga värv, var bland annat medlem av kommissionen för gränsregleringen mellan Norge och Ryssland 1871 och av norsk-svenska kommissionen för revision af "ledningen vid tjänsten i fält" 1879. Han författade många krigsvetenskapliga och militärhistoriska avhandlingar och blev ledamot av Krigsvetenskapsakademien 1878.